# Perales del Puerto
Perales del Puerto è un comune spagnolo di 1 005 abitanti situato nella comunità autonoma dell'Estremadura.